# كاستيلانيلية
كاستيلانيلية (الاسم العلمي: Castellaniella) هي جنس من البكتيريا، سلبية الغرام، تتبع فصيلة المقليات.